# Szoftvertervező
A szoftvertervező olyan szoftvermérnök, aki a rendszer általános szerkezetével és viselkedésével kapcsolatos magas szintű tervezési döntésekért felelős.
A szoftvertervező felelőssége a tervezési jellemzők (más néven nem funkcionális követelmények) és az üzleti követelmények összehangolása. Például:
- A magas ügyfélelégedettség megköveteli a rendelkezésre állást, a hibatűrést, a biztonságot, a tesztelhetőséget, a helyreállíthatóságot, az agilitást és a rendszer teljesítményét.
- A összeolvadások és felvásárlások (M&A) bővíthetőséget, skálázhatóságot, alkalmazkodóképességet és interoperabilitást igényelnek
- A korlátozott költségvetés és idő megköveteli a megvalósíthatóságot és az egyszerűséget
- A gyorsabb piacra lépéshez karbantarthatóság, tesztelhetőség és telepíthetőség szükséges.

## Fordítás
Ez a szócikk részben vagy egészben  a   Software architect című angol Wikipédia-szócikk ezen változatának fordításán alapul.  Az eredeti cikk szerkesztőit annak laptörténete sorolja fel. Ez a jelzés csupán a megfogalmazás eredetét és a szerzői jogokat jelzi, nem szolgál a cikkben szereplő információk forrásmegjelöléseként.

## Kapcsolódó szócikk
- Szoftverfejlesztés